# Televisió Igualada
Televisió Igualada (TVi) es una televisión local privada de carácter generalista con licencia para emitir en digital en la localidad española de Igualada (provincia de Barcelona).

## Historia
TVI es una histórica televisión local de la capital de la comarca de la Noya (provincia de Barcelona), creada en 1989. En 1993 y durante siete años fue dirigida por el periodista Joan Maria Morros.
En marzo de 1998 surgió una polémica cuando se supo que el Ayuntamiento de Igualada, encabezado por el alcalde Josep Maria Susanna, había pagado a Igualada Comunicació SA, la empresa que gestionaba Televisió Igualada, facturas por valor de 9,3 millones de pesetas durante el año 1997. La mayoría de miembros del consejo de administración de esta empresa eran militantes del partido político del alcalde. En enero de 2000, Carlos Ramos, fiscal coordinador de delitos económicos, pidió al Ayuntamiento de Igualada una relación de las facturas que durante 1997 el consistorio hizo efectivas a Igualada Comunicació SA.
En abril de 2002 se renovó la emisora cuando un grupo de periodistas de Igualada constituyeron la empresa IG-Mèdia Produccions SL y compraron el canal a la antigua propiedad. El programa de Sant Jordi fue elegido en 2002 entre los Premios de Comunicación de la Diputación de Barcelona.
En 2009 fue absorbida por la propiedad de 25 tv y pasó a emitir la programación de la matriz.